# 黃紋石鱸
黃紋石鱸（学名：Plectorhinchus chrysotaenia），又名黃紋胡椒鯛、打鐵婆，为石鱸科胡椒鯛屬下的一个种。